# Nasser Taghvai
Nāsser Taghvai o Nāser Taghvāee (en farsi ناصر تقوایـی ; Abadán, 1941) es un director y guionista iraní que inició su carrera en la década de 1960 realizando principalmente documentales, publicando Tranquility in the Presence of Others, su primer largometraje, en 1970.

## Carrera
Nāsser Taghvāí nació en la ciudad de Abadán, Irán. Tras iniciarse como escritor de relatos cortos, empezó a filmar documentales en 1967, basados principalmente en la cotidianidad iraní. Grabó su primer largometraje, Tranquility in the Presence of Others, en 1970, llamando la atención de la crítica especializada de su país. Su preocupación por la etnografía y la atmósfera del sur de Irán es notable en sus producciones cinematográficas.
Muchas de sus películas se basan en obras literarias. Captain Khorshid es una adaptación de la novela de Ernest Hemingway Tener o no tener. La cinta quedó ubicada en la tercera posición en la categoría de mejor película en el Festival de Cine de Locarno en su edición número 48, celebrada en Suiza en 1988.
En 1999 dirigió un segmento de la película de antología Tales of Kish, la cual fue nominada para la prestigiosa Palma de Oro otorgada el mismo año en el Cannes.

## Filmografía

### Largometrajes y cortometrajes
- 2005 - Chay-e talkh
- 2002 - Kaghaz-e bikhat
- 1999 - Ghessé hayé kish (segmento "The Greek Boat")
- 1990 - Ei Iran
- 1987 - Nakhoda Khorshid
- 1976 - Daei Jan Napoleon (serie de televisión)
- 1973 - Nefrin
- 1972 - Sadegh Korde
- 1972 - Aramesh dar Hozur Deegaran
- 1971 - Rahaee (cortometraje)
- 1967 - Telephone (cortometraje)

### Documentales
- 2005 - Tamrin-e akhar
- 1997 - Pish
- 1971 - Mashadghali
- 1971 - Moosighi-e jonoob: Zar
- 1970 - Arbaïn
- 1970 - Naankhor-haye bisavadi
- 1969 - Bad-e Jenn
- 1969 - Nakhl
- 1968 - Panjshanbe'Bazaar-e Minaab
- 1967 - Arayeshgah-e aftab
- 1967 - Forough Farrokhzad
- 1967 - Raghs-e shamshir
- 1967 - Taxi Metr
- 1967 - Zanha va herfeha

## Premios y reconocimientos
| Evento                                    | Fecha | Premio/Reconocimiento      | Producción       | Resultado |
| ----------------------------------------- | ----- | -------------------------- | ---------------- | --------- |
| Festival Internacional de Cine de Fajr    | 1987  | Placa dorada               | Nakhoda Khorshid | Nominado  |
| Festival Internacional de Cine de Locarno | 1988  | Leopardo de bronce         | Nakhoda Khorshid | Ganador   |
| Festival Internacional de Cine de Locarno | 1988  | Leopardo dorado            | Nakhoda Khorshid | Nominado  |
| Festival Internacional de Cine de Cannes  | 1999  | Palma de Oro               | Ghessé hayé kish | Nominado  |
| Festival Internacional de Cine de Fajr    | 2002  | Premio especial del jurado | Kaghaz-e bikhat  | Ganador   |